# Frederick Hart
Frederick Elliott Hart, né le 3 novembre 1943 à Atlanta (Géorgie) et mort le 13 août 1999 à Baltimore (Maryland), est un sculpteur américain.

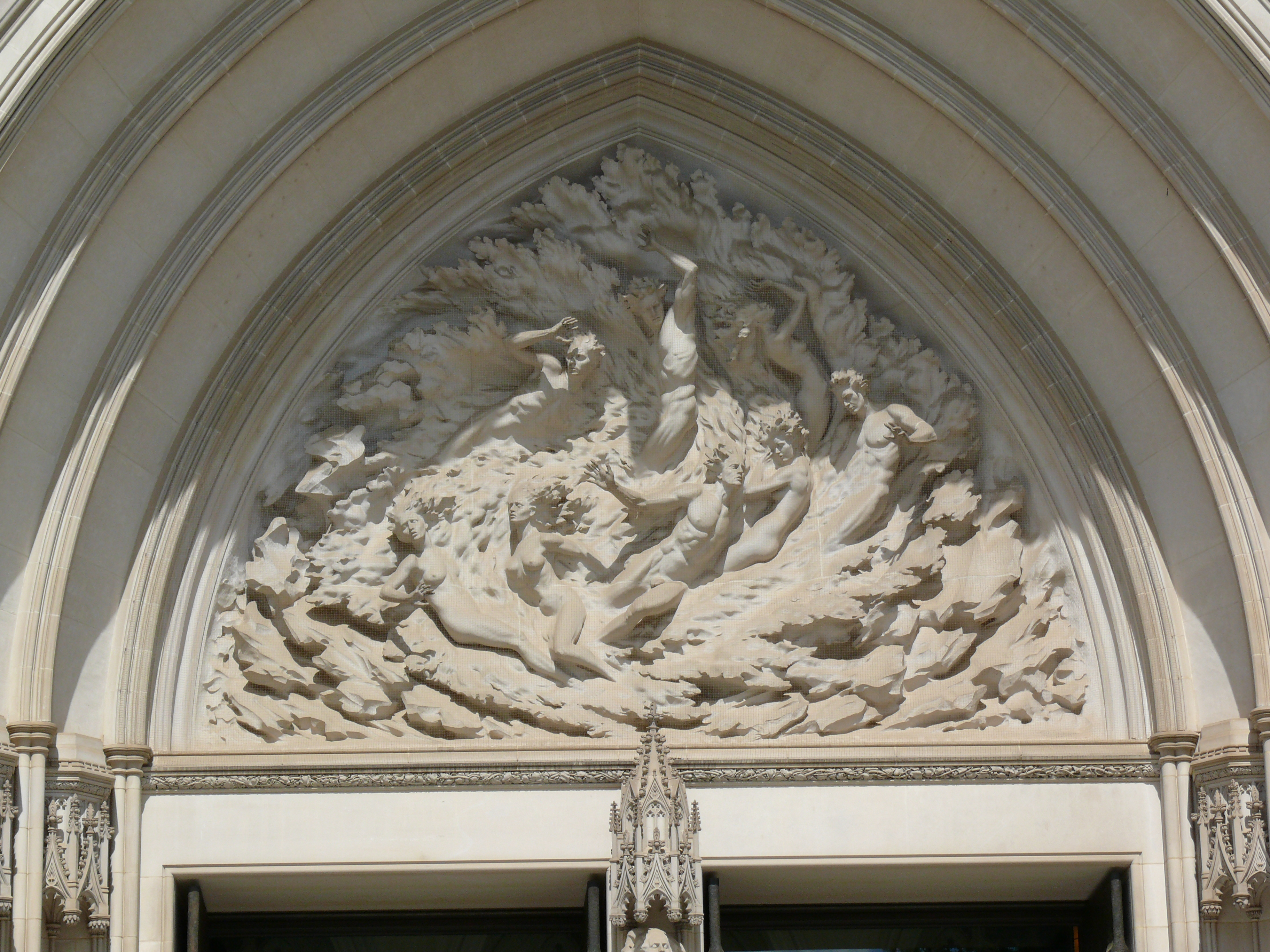
Ex Nihilo (1978-1984)

Créateur de centaines de monuments publics, de commandes privées, de portraits et d'autres œuvres d'art, Hart est surtout connu pour Ex Nihilo, partie de ses sculptures sur la création à la cathédrale nationale de Washington, et The Three Servicemen (également connu sous le nom de The Three Soldiers), au Vietnam Veterans Memorial à Washington.

## Cathédrale nationale de Washington
En 1967, Hart prend un emploi à la cathédrale nationale de Washington. Il l'a fait dans le but précis de harceler Roger Morigi. Morigi était le maître sculpteur légendaire de la cathédrale, un immigrant italien qui avait sculpté la frise emblématique du bâtiment de la Cour suprême des États-Unis. "Très respecté, [Morigi] était un perfectionniste capricieux qui ne tolérait pas l'incompétence et n'hésitait pas à partager ses opinions.". Hart voulait que Morigi le prenne comme apprenti. Avec le temps, cela a fonctionné : Morigi est devenu son mentor. Non seulement cela, il est devenu une figure paternelle pour Hart, qui avait longtemps été séparé de ses propres parents.

## Sculptures de création
En 1971, le Washington National Cathedral Building Committee a organisé un concours pour déterminer l'apparence de la façade ouest, l'entrée principale de la cathédrale. Ce n'était pas seulement une commission importante, c'était une rupture radicale avec la tradition. Dans le passé, la façade ouest d'une cathédrale chrétienne comportait généralement une représentation du Jugement dernier ; cependant, le Cathedral Building Committee voulait que la cathédrale nationale de Washington soit l'exception. Au lieu de l'image traditionnelle du jugement et de la destruction, ils voulaient mettre l'accent sur un message d'amour et d'affirmation, et ils ont donc spécifiquement demandé aux artistes de se concentrer sur le thème de la création.
Pour un jeune artiste ambitieux comme Hart, c'était une opportunité irrésistible : un thème fascinant et une chance de voir son propre travail sculpté dans du calcaire au-dessus de l'entrée principale de la cathédrale. Fait intéressant également, le comité était prêt à envisager des conceptions avant-gardistes non représentatives, alors pendant trois ans, Hart a esquissé dans de l'argile. Sa conception originale du tympan (à partir du début de 1974) était un vaste espace nu, d'où émerge le visage d'une femme. Le Cathedral Building Committee a rejeté cette proposition, ainsi que celles de tous les autres artistes. Seuls trois sculpteurs ont été invités à soumettre de nouvelles propositions. Hart n'était pas l'un d'eux.
Sans se laisser décourager, Hart a soumis son propre design révisé. Guidé par les écrits de Pierre Teilhard de Chardin et l'idée d'un univers dynamique tourbillonnant, Hart a développé une vision révolutionnaire et unificatrice pour toute la façade ouest. À l'approbation du comité, il a soumis de nouveaux modèles pour le tympan central, pour le tympan gauche et droit, et pour les figures sur les trumeaux en-dessous.
En développant Ex Nihilo - la sculpture centrale, de loin la plus grande du groupe - Hart a étudié la combinaison de formes figuratives et abstraites dans la sculpture massive de Rodin, La Porte de l'Enfer,. La version finale en taille réelle d'Ex Nihilo s'étend sur 21 pieds et mesure deux étages. "Les formes en spirale qui se reproduisent tout au long d'Ex Nihilo de Hart suggèrent les spirales que l'on trouve dans la nature -.dans les têtes de tournesol, les nautiles, les ouragans et les galaxies.". Hart a voulu que le titre soit une double référence à Aristote ("à partir de rien, rien ne peut être fait") et à la Bible ("tout est fait à partir de rien").
Pour le trumeau central, Hart a sculpté une image d'Adam, et pour le tympan de chaque côté, Création du jour et Création de la nuit. En tant qu'ensemble sculptural complet, les sculptures de création constituent « la commande la plus monumentale de sculpture religieuse aux États-Unis au XXe siècle ».
Après avoir travaillé pendant dix ans sur les Sculptures de la Création, le projet approchant enfin de sa fin, Hart a commencé à chercher autour de Washington, de nouveaux emplois. Pour soumettre une proposition pour le Vietnam Veterans Memorial, Hart a fait équipe avec l'architecte Sheila Brady. Tout comme lors du concours pour le Cathedral Building Committee, le plan initial de Hart n'a pas été accepté. Son équipe s'est classée troisième.  Cependant, en réponse à la controverse sur la conception de l'architecte gagnant, le Vietnam Veterans Memorial Fund a chargé Hart, en tant que sculpteur le plus classé du concours, de fournir un élément sculptural. Hart a conçu une sculpture de trois soldats "non pas au sommet [du mur], comme prévu à l'origine [,] mais à 400 pieds du mur comme s'ils cherchaient leur propre nom".
Hart est décédé le 13 août 1999, deux jours après que des médecins de l’hôpital Johns Hopkins lui aient diagnostiqué un cancer. 

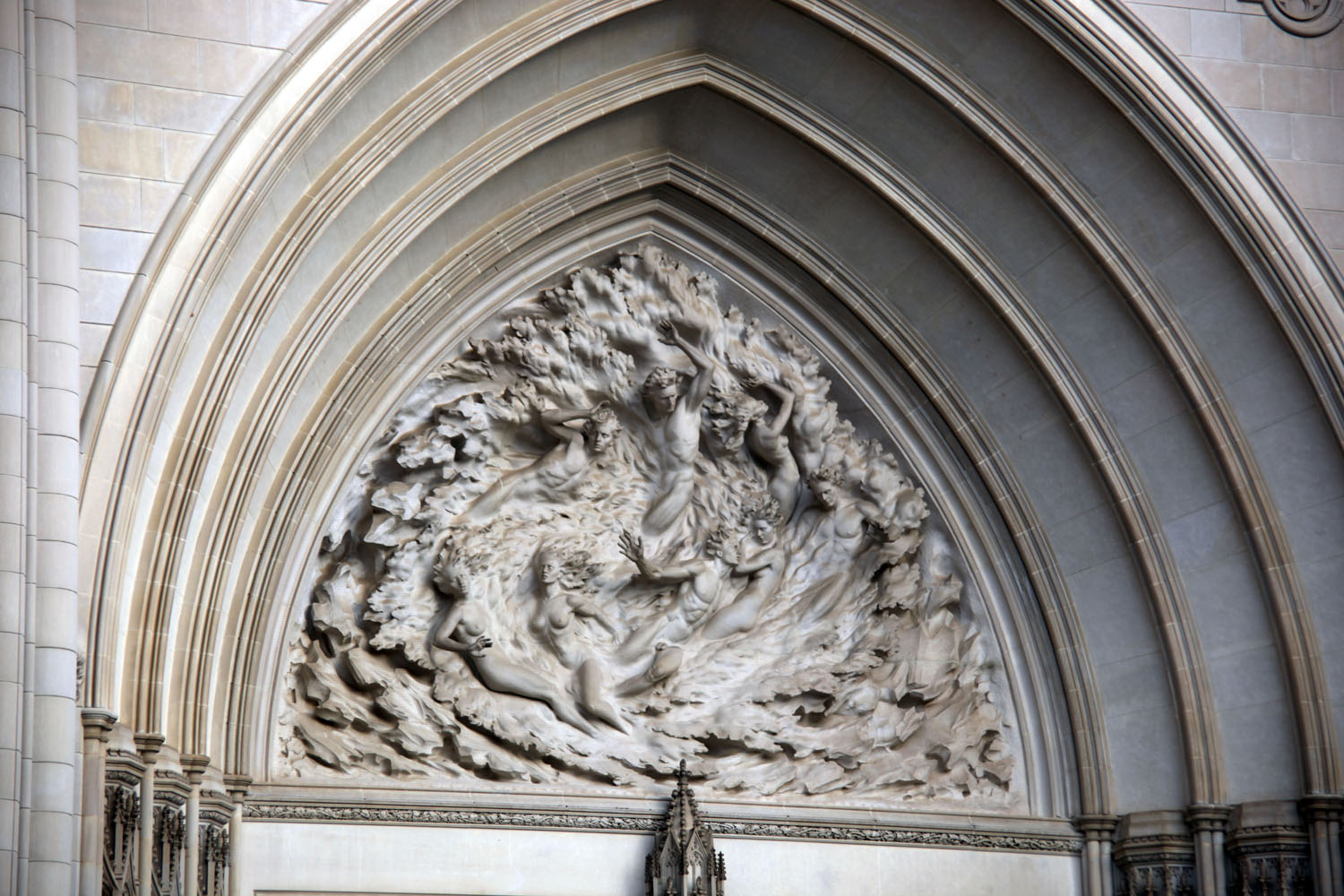
Ex Nihilo (tympan central, sculptures de création) Washington
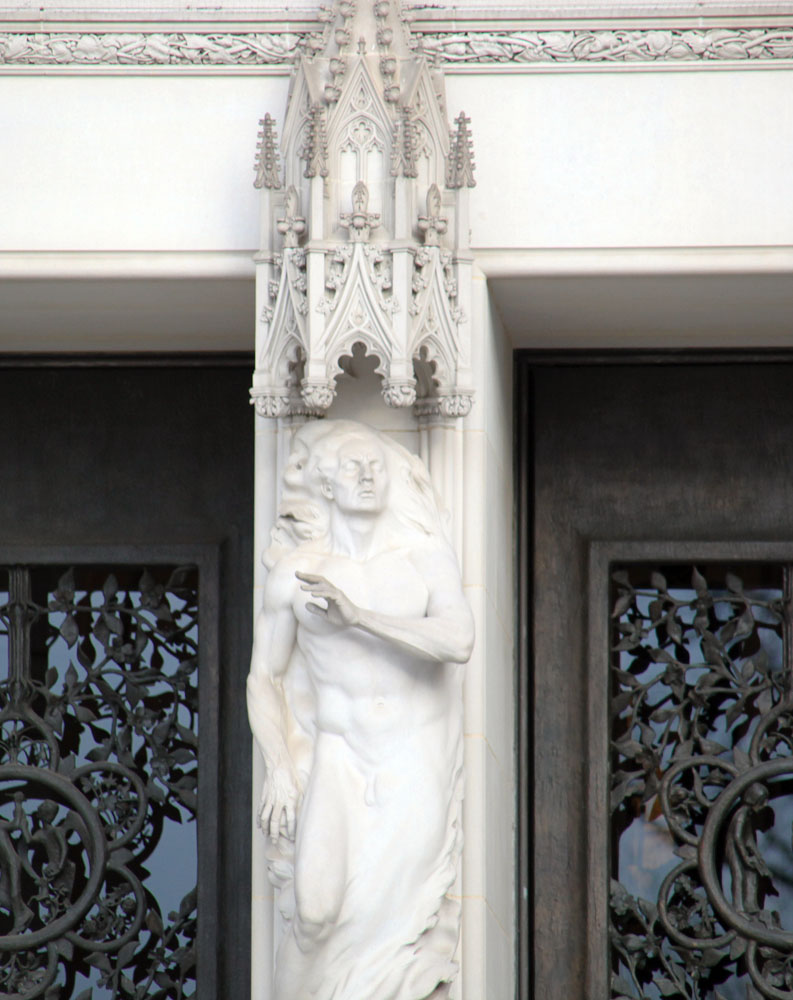
Adam (trumeau central, sculptures de création) Washington
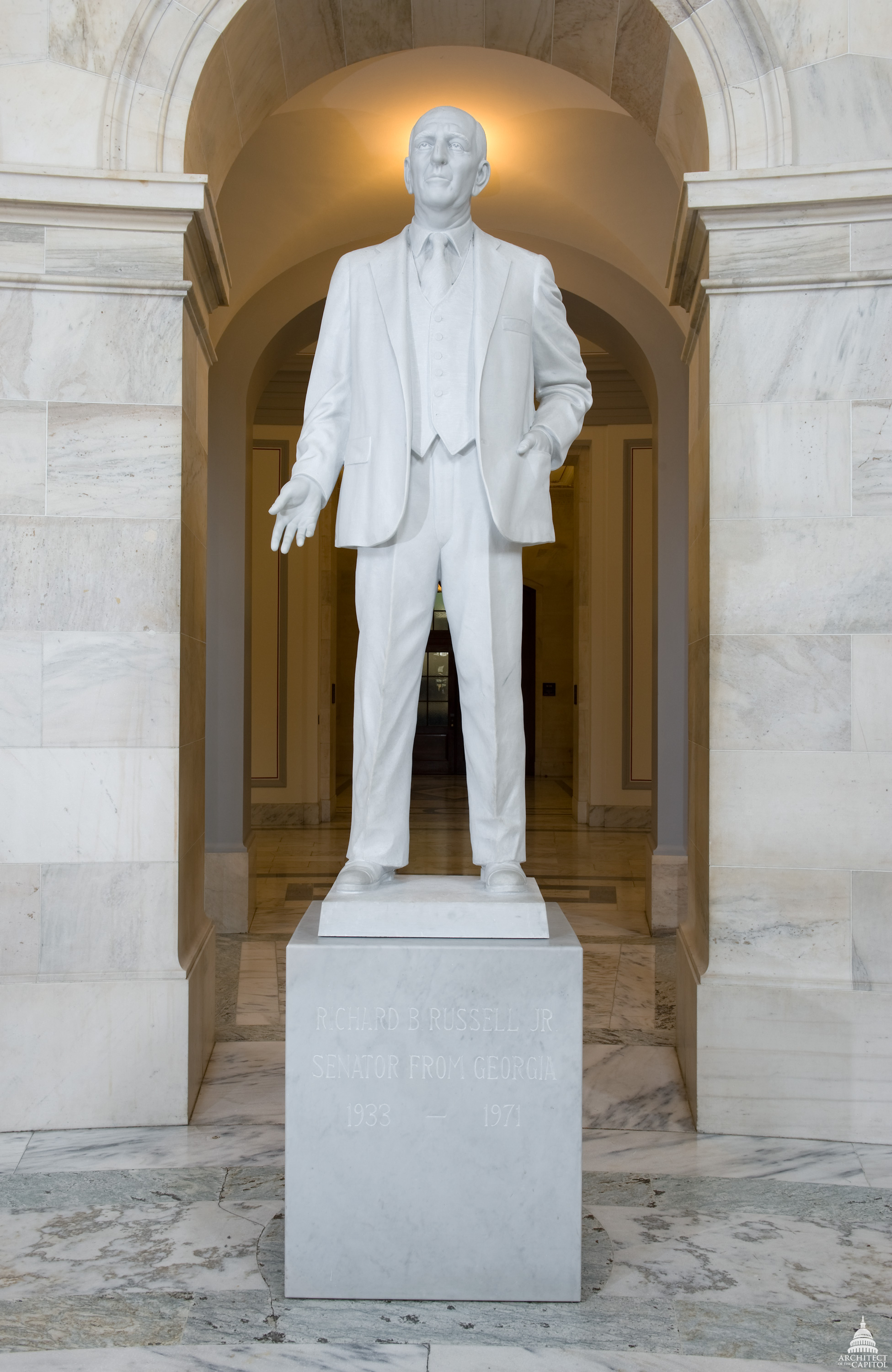
Richard B. Russell - Immeuble de bureaux du Sénat Russell, Washington

## Prix et distinctions
- 1980 : obtention d'un brevet pour avoir inventé un processus unique d'intégration d'une sculpture acrylique dans une autre.
- 1985 : nomination à la Commission des beaux-arts des États-Unis, un comité de sept membres qui conseille le gouvernement américain sur les questions relatives aux arts et guide le développement architectural de la capitale nationale[18].
- 1986 : nomination au conseil d'administration de la Brookgreen Gardens Sculpture Collection.
- 1987 : prix Henry Hering de la National Sculpture Society pour la sculpture dans un cadre architectural, partagé avec l'architecte Philip Frohman (pour leur travail à la cathédrale nationale de Washington)[1].
- 1987 : participation sur invitation à une exposition d'œuvres à Philadelphie conjointement pour le bicentenaire de la Constitution américaine.
- 1988 : prix quadriennal d'excellence présidentielle en matière de conception (pour les travaux au Vietnam Veterans Memorial).
- 1993 : diplôme honorifique de docteur en beaux-arts de l'université de Caroline du Sud pour sa « capacité à créer un art qui élève l'esprit humain, son engagement envers l'idéal selon lequel l'art doit renouveler son autorité morale en se consacrant à la vie, son aptitude à créer des œuvres qui attirent l'attention alors qu'elles embrassent les préoccupations de l'humanité et sa contribution au riche patrimoine culturel de notre nation ».
- 1998 : premier prix annuel de la Fondation Newington-Cropsey pour l'excellence dans les arts.
- 2004 : récipiendaire (à titre posthume) de la National Medal of Arts, la plus haute distinction décernée aux artistes et mécènes par le gouvernement des États-Unis, « pour son important travail — y compris les sculptures de la Création de la cathédrale nationale de Washington et les Trois Soldats au Vietnam Veterans Memorial — qui annonçait une nouvelle ère pour l'art public contemporain ».